# Sargis Shahinyan
Sargis Shahinyan (in armeno Սարգիս Շահինյան?; Erevan, 10 settembre 1995) è un calciatore armeno, centrocampista del Ganjasar.

## Carriera

### Club
In carriera ha giocato 7 partite di qualificazione alle coppe europee, di cui 1 per la Champions League e 6 per l'Europa League.

### Nazionale
Ha giocato nelle nazionali giovanili armene Under-17, Under-19 ed Under-21.

## Palmarès

### Club

#### Competizioni nazionali
- Supercoppa d'Armenia: 3

Mika Erevan: 2012
P'yownik: 2015
Alaškert: 2018